# Corse-du-Sud
Južna Korzika (francosko Corse-du-Sud, korziško Pumonti, oznaka 2A) je francoski departma, ki zajema južni del otoka Korzika. 

## Zgodovina
Departma je bil ustanovljen 1. januarja 1976 ob upravni delitvi Korzike na južni in severni del. Njegove meje ustrezajo prvotnemu departmaju Liamone, ki je obstajal v letih 1793―1811.

## Geografija
Južno Korziko na vzhodu in jugu obliva Tirensko morje, na zahodu Sredozemsko morje, proti severu pa meji na Zgornjo Korziko.